# My Love
My love – drugi singel Justina Timberlake’a, z jego drugiego albumu FutureSex/LoveSounds (2006). Utwór był nominowany do Grammy Awards 2007 w kategorii Best Rap/Sung Collaboration.
Piosenka odniosła komercyjny sukces podobnie jak poprzedni singel SexyBack. Timbaland po raz kolejny użyczył swojego głosu w utworze, wystąpił również w teledysku. Słychać tam również popularnego rapera T.I., który również gościł w klipie. Justin piosenkami My Love i SexyBack otworzył ceremonię rozdania corocznych nagród muzycznych MTV, MTV Video Music Awards 2006, wykonał ją również na ceremonii MTV Europe Music Awards 2006 w Kopenhadze. Zaśpiewał tam również SexyBack i LoveStoned

## Teledysk
Klip, którego premiera miała miejsce 12 października 2006, wyreżyserował Paul Haunter. Wersja teledyskowa piosenki zawiera również prelud utworu „Let Me Talk To You"
Są trzy wersje klipu:pierwsza wersja, najdłuższa o czasie 6:12, razem z preludem „Let Me Talk To You”, druga to albumowa wersja My Love, a trzecia to samo Let Me Talk To You.

## Listy przebojów
| Lista (2006)                           | Najwyższa pozycja |
| -------------------------------------- | ----------------- |
| U.S. Billboard Hot 100                 | 6                 |
| U.S. Billboard Hot R&B/Hip-Hop Songs   | 2                 |
| U.S. Billboard Pop 100                 | 1                 |
| U.S. Billboard Hot Dance Airplay       | 1                 |
| U.S. Billboard Hot Dance Club Play     | 15                |
| U.S. Billboard Hot Adult Top 40 Tracks | 29                |
| U.S. Billboard Rhythmic Top 40         | 3                 |
| U.S. Billboard Top 40 Mainstream       | 1                 |
| United World Chart                     | 1                 |
| Latin America Top 40                   | 10                |
| New Zealand RIANZ Singles Chart        | 1                 |
| South Africa (Five Fm Top 40)          | 1                 |
| Korean Singles Chart                   | 1                 |
| Eurochart Hot 100 Singles              | 2                 |
| Sweden Singles Chart                   | 2                 |
| Swiss Singles Chart                    | 2                 |
| UK Official Singles Chart              | 2                 |
| UK Official Download Chart             | 2                 |
| Australian ARIA Singles Chart          | 3                 |
| German Singles Chart                   | 4                 |
| Irish Singles Chart                    | 4                 |
| Croatian Singles Chart                 | 1                 |
| Finnish Singles Chart                  | 5                 |
| Austrian Singles Chart                 | 6                 |
| Latvian Airplay Top                    | 7                 |
| Portuguese Top 50                      | 7                 |
| Canadian BDS Airplay Chart             | 8                 |
| Netherlands Singles Chart              | 12                |
| France Singles Chart                   | 14                |
| Belgium Singles Chart                  | 19                |
| Russian Airplay Chart                  | 15                |
| Brazilian Hot 100 Singles Chart        | 1                 |
| Chile Top 100 Airplay                  | 22                |
| Czech Airplay Chart                    | 9                 |
| Bulgarian Airplay Chart                | 1                 |